# غريغ بارويك
غريغ بارويك (بالإنجليزية: Greg Barwick)‏ هو لاعب دوري الرغبي أسترالي، ولد في 5 يونيو 1968.